# Krzywa czterolistna

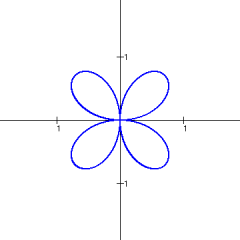
Krzywa czterolistna

Krzywa czterolistna jest to krzywa płaska dana wzorem:
- we współrzędnych biegunowych

{\displaystyle r={\frac {m\sin {2\varphi }}{2}},}
- we współrzędnych prostokątnych

{\displaystyle (x^{2}+y^{2})^{3}=m^{2}x^{2}y^{2},}
gdzie {\displaystyle m} jest dowolną stałą.